# Dolphin (переглядач)
Dolphin Browser — власницький мережевий переглядач компанії MoboTap Inc. , призначений для смартфонів і планшетних комп'ютерів на базі операційних систем Android і iOS. Dolphin Browser використовує переглядачевий рушій WebKit. Поширюється переглядач безкоштовно.
Dolphin Browser був створений в 2009 році. Пізніше, в березні 2010 року в Сан-Франциско була створена компанія MoboTap Inc., яка зайнялася його подальшою підтримкою і розробкою.
Переглядач підтримує розширення та керування жестами. На сьогодні він існує в кількох версіях, наприклад полегшена версія Dolphin Browser Mini призначена для малопотужних пристроїв.

## Характеристики

### Основні можливості
Керування жестами.
Браузер дозволяє користувачеві самостійно створювати довільні жести, які потім можна використовувати для навігації по сторінках. Є також жести, які використовуються для керування самим браузером. Наприклад, потягнувши за край екрану можна відкрити бічну панель.
Керування голосом.
Для набору тексту в пошуковому рядку і навігації можна використовувати голос. Ця опція називається Dolphin Sonar.
Розширення.
За аналогією з більшістю настільних браузерів, Dolphin підтримує роботу розширень. Кожне розширення встановлюється, як окремий додаток для Android. Версія браузера для iOS-розширень не підтримується.
Вкладки.
Як і інші браузери, Dolphin дозволяє відкривати кілька вкладок. На відміну від інших браузерів, при використанні на смартфонах ці вкладки розташовані у вигляді закладок у верхній частині сторінки, як на настільних, так і на планшетних комп'ютерах.
Браузер підтримує технологію Flash. Також він дозволяє маскувати User Agent під такою настільного браузера, щоб уникнути самочинного відкриття спрощених мобільних версій деяких сайтів.